# 文学と破壊EP
「文学と破壊EP」（ぶんがくとはかいEP）は、2015年8月12日にYOU'LL RECORDSから発売されたゆるめるモ!の3枚目のシングル。

## 概要
前作「Hamidasumo!」から約5ヶ月ぶりとなるシングル。ミドリカワ書房が作詞・作曲を手掛ける「夢なんて」のほか、リキッドルームワンマンで披露された「Refresh Your Jewellery Box」、7分半におよぶサイケデリック・ロック「Only You」、ならびに各曲のインストゥルメンタルを収録。
ジャケットは、「わたしのなかの悪魔」を始めとしたベル・アンド・セバスチャンの諸作をイメージしてデザインされている。

## 収録曲
1. 夢なんて
[作詞・作曲：ミドリカワ書房/編曲：ハシダカズマ]
今作のリード曲。「夢がない若者」がテーマ。あの生誕ライブ「あの生誕～ANOtherWORLD～」にも出演したミドリカワ書房が作詞・作曲を、箱庭の室内楽のハシダカズマが編曲を手掛けたフォーク・トロニカ風の楽曲[1]。
発売に先駆け、2015年7月17日の公式SHOWROOM放送「ゆるめるモ！のしゃべれるモ？」にて音源が初公開され、同月30日にはミュージックビデオがゆるめるモ！のYouTube公式チャンネルにて公開された。監督は「眠たいCITY vs 読書日記」「Hamidasumo!」に続いて加藤マニが務めた。
リリースに寄せて作詞・作曲を手掛けたミドリカワ書房が自身のオフィシャルホームページ上で「売れまくって、家政婦さんが全部やってくれる生活を。」と歌詞に沿ったコメントを掲載している。
2. Refresh Your Jewellery Box
[作詞：小林愛/作曲：HALIFANIE/編曲：ゆるめるモ！バックバンド]
2014年8月9日に恵比寿リキッドルームで行われたワンマンライブ「2014:A Space Odyssey On Liquid RooMo!〜リキッドルーモ!号で行く、2014年宇宙の旅〜」で初披露された楽曲[2]。その後一度も披露されないまま同ライブを収録したDVDで先行して映像作品化された[3]。本作にて、お披露目から約1年の時を経ての音源化となった。
初披露となった同公演では、事前に楽曲タイトルがTwitterのゆるめるモ！公式アカウントで告知されていた。ライブの中で「ゆいざらす(同公演で卒業)に贈る新曲」として紹介され、前向きな別れをテーマに書かれた歌詞となっている。
編曲に個人名以外がクレジットされるのはグループ初である。演奏に参加している「ゆるめるモ！バックバンド」は2015年5月2日に行われた「東名阪だよ！全員ハミ出すモ！ツアー」のファイナル・赤坂BLITZ公演のバックバンドメンバーを中心に構成されている。
3. Only You
[作詞：小林愛/作曲：田家大知・ハシダカズマ/編曲：ハシダカズマ]
演奏時間が7分半を超える、「破壊」がテーマのアグレッシブでノイジーなサイケデリックロック。ボアダムスとMy Bloody Valentineを元にしている。
田家が長い間構想を温めていた楽曲で、アルバム「YOU ARE THE WORLD」の核となる楽曲として製作されていたが田家が発表を待ち切れず本作に先行収録された。
アルバムの核となる楽曲であるため、リリースは本作が先であるが本曲の詳細な解説についてはアルバムのウィキページに記述する。

## 参加ミュージシャン
- ミドリカワ書房：作詞・作曲(1)
- 小林愛：作詞(2,3)
- 田家大知：作曲(3)
- ハシダカズマ(箱庭の室内楽)：ギター(1,2,3)、作曲(3)、編曲(1,3)
- 上野翔(箱庭の室内楽、毛玉)：ギター(2,3)
- 三島想平(cinema staff)：ベース(2,3)
- 張替智広(HALIFANIE、キンモクセイ)：ドラム(2,3)、作曲(2)[4]
- 高石晃太郎：ドラム(3)
- 加藤みどり：パーカッション(2,3)
- 高橋三太：トランペット(2,3)
- 荒井和弘：トロンボーン(2,3)
- 立花佳祐：サックス(2,3)